# Isla Moodie
La isla Moodie (en inglés: Moodie Island) es una de las pequeñas islas deshabitadas fuera de la costa de la isla de Baffin, que es parte del archipiélago ártico canadiense en el territorio de Nunavut, al norte de Canadá. Está separada de la isla de Baffin por el canal de Littlecote hacia el oeste, y la bahía Neptuno (Neptune Bay) hacia el este. La isla Moodie se encuentra en el lado sur de Cumberland Sound, en la península Hall.
Tiene una superficie de 233 km² (90 millas cuadradas).